# Abney Hall
Abney Hall är ett viktorianskt hus omgivet av en park i Cheadle, Greater Manchester, England. Huset var färdigbyggt 1847. Det är en kulturminnesmärkt byggnad.

## Historia

### Tidig historia
Grunden till huset lades 1842 på platsen för Cheadle Grove Print Works, som hade byggts 1760 och som senare brann ner. Huset stod färdig 1847 men byggdes om på 1850-talet och utvidgades avsevärt på 1890-talet. Det kallades ursprungligen "The Grove" efter tryckeriet och skulle ha varit hem för en borgmästare i Stockport, Alfred Orell, men han dog samma år som det stod färdigt. Huset och den tillhörande egendomen (trädgårdar och jordbruksmark) såldes till James Watts (senare Sir James Watts) som byggde om den övre våningen och lade till två korta flyglar i början av 1850-talet. Arkitekterna för ombyggnaderna var Travis and Magnall, Manchesterfirman som också ritade Watts Warehouse på Portland Street i Manchester. Arbetet av Travis och Magnall var dock knappt färdigt när James Watts inspirerades att engagera arkitekten och designern A. W. N. Pugin och hans kollegor, som hade skapat det gotiska hovet vid Londonutställningen 1851 i Crystal Palace, för att göra ytterligare betydande förändringar.
James Watts var ansvarig för att döpa om den till "Abney Hall" efter, med hans sons ord, "Sir Thomas Abney som underhöll Sir [egentligen Rev. Dr.] Isaac Watts i trettio år".
På 1890-talet förändrades och byggdes Abney Hall ut ytterligare av arkitekten och inredningsarkitekten George Faulkner Armitage (1849–1937).
År 1912 gjordes en värdering och inventering för försäkringsändamål av Waring & Gillow Ltd som värderade innehållet i Abney Hall och Buckley Hall (en fristående sten- och kalkbyggnad inom området som revs 1963) till 13 150 pund 5s 0 pence.

### Senare historia
Efter föräldrarnas död sålde James Watts Abney Hall 1958 för 14 000 pund till Cheadle and Gatley Urban District Council, som anpassade den och öppnade den som Cheadle Town Hall 1959. Stockport Metropolitan Borough Council tog över den 1974 och flyttade mycket av de återstående historiska möblerna från huset till Bramall Hall och Lyme Hall. Delar av marken såldes tills ungefär en tiondel av den ursprungliga ytan återstod. Huset används som kontor, även om den i allmänhet är öppen för allmänheten under överinseende av Civic Trust's Heritage Open Days-program i september, och området är öppet för allmänheten året runt. Huset är mestadels låst för allmänheten sedan de senaste åren på grund av kontoren, med husägarna Bruntwood som renoverade hallen 2014 och APS som flyttade sina kontor till hallen i september 2014. Under inspelningen av BBC:s dramaserie Our Zoo i april 2014 skadades flaggstenarna runt Abney Hall av misstag. Utvecklingen fortsatte på hallens område, med öppnandet i september 2015 av Abney Court Care Home som byggdes i den tidigare muromgärdade trädgården i Abney Hall.

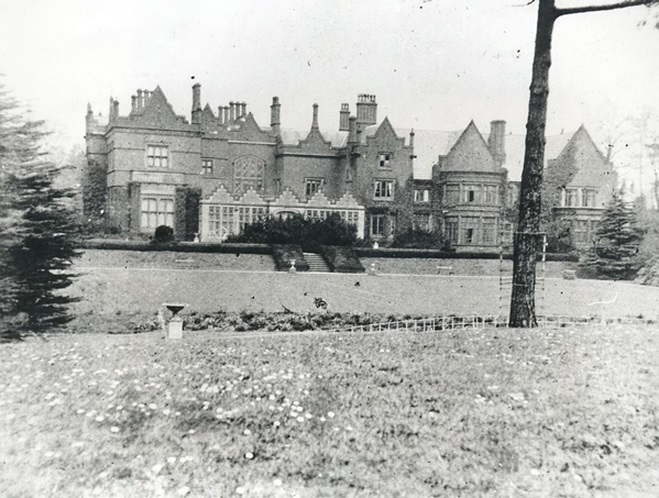
Abney Hall 1913

## Agatha Christie
Den sista privata ägaren av Abney Hall var barnbarnsbarnet till Sir James Watts (1804–1878). Han hette också James Watts och var den enda systersonen till Agatha Christie. Hans far, som också hette James Watts, gifte sig med Agathas syster Margaret Frary Miller 1902. Christie besökte ofta huset och skrev två berättelser därifrån: romanen Begravningar är farliga och novellen Äventyret med julpuddingen. Abney Hall användes också som grund för herrgården Chimneys, ett hus på landet och säte för de fiktiva markiserna av Caterham, i Hemligheten på Chimneys (Christie tillägnade denna roman till sin systerson) och De sju urens mysterium. Många referenser till olika platser runt Cheadle finns i hennes böcker. Vanessa Wagstaff skriver:
Abney blev Agathas största inspirationskälla för livet på landet, med alla de tjänare och all den storslagenhet som har vävts in i hennes intriger. Beskrivningarna av de fiktiva Styles, Chimneys, Stoneygates och de andra husen i hennes berättelser är mestadels Abney i olika former.

## Besökare
Abney Hall har haft många kända besökare, bland annat:
- År 1857 besökte prins Albert Abney Hall under ett tvådagarsbesök i Manchester och beskrev den som "en av de mest furstliga herrgårdarna i grannskapet".[2]
- Agatha Christies systerson James Watts var den sista privata ägaren av hallen och Christie tillbringade ofta tid där.
- Benjamin Disraeli[1]
- E. M. Forster[1]
- William Ewart Gladstone[1]

## Omgivningarna

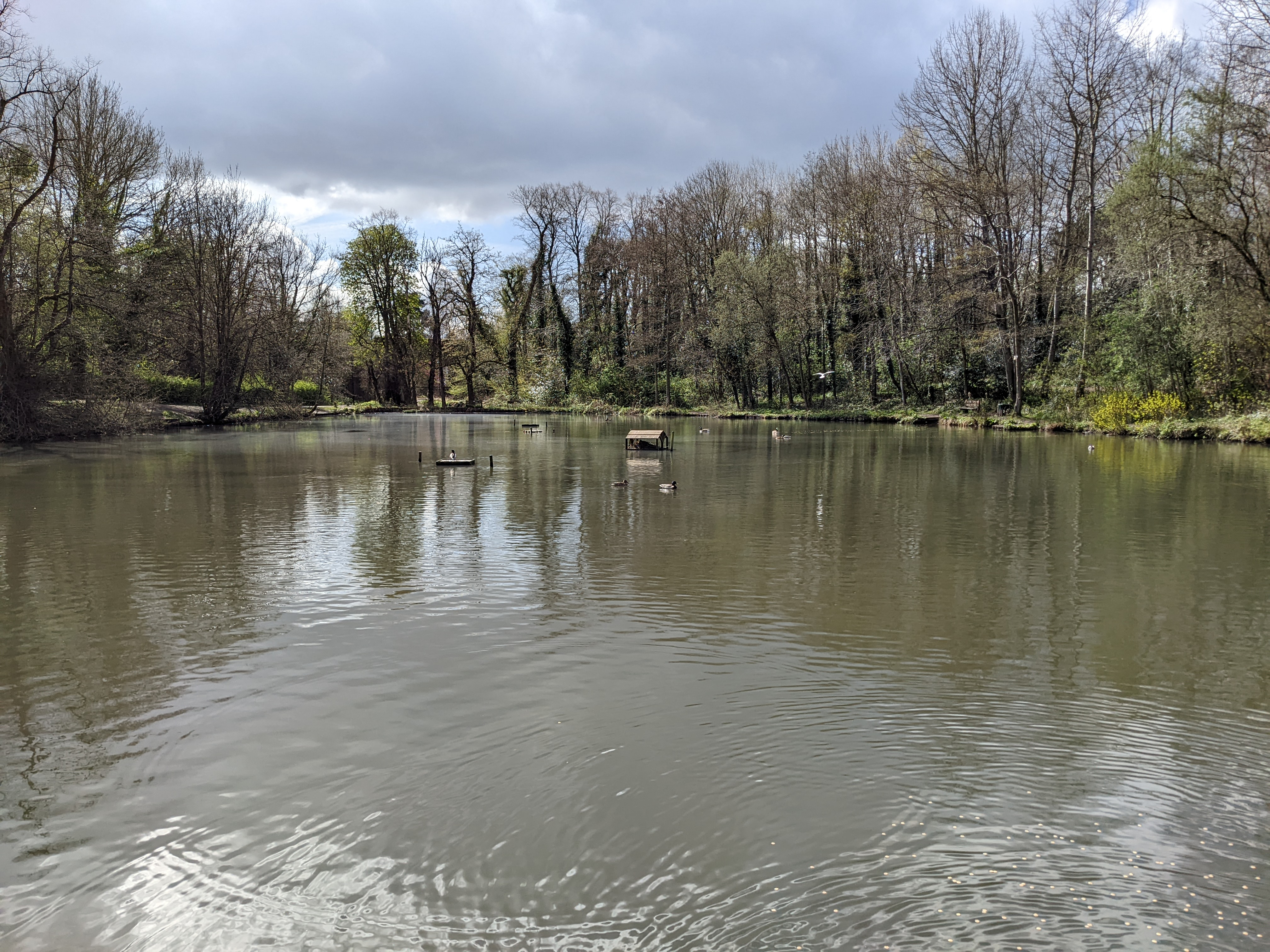
Sjön vid Abney Hall Park

Parken är ett lokalt naturreservat. Det var ursprungligen en del av Merseys flodslätt och mycket av marken är fortfarande mycket fuktig. Denna mark har nu bildat våtängar, som blir allt mer sällsynta i Stockport eftersom mark dräneras för utveckling. Abney Hall är en av de få platser i Stockport som har sådana våtmarker. Det finns också ett litet kafé som heter Abney Garden Teas i Abney Centre i mitten av parken.